# Maurice Denis

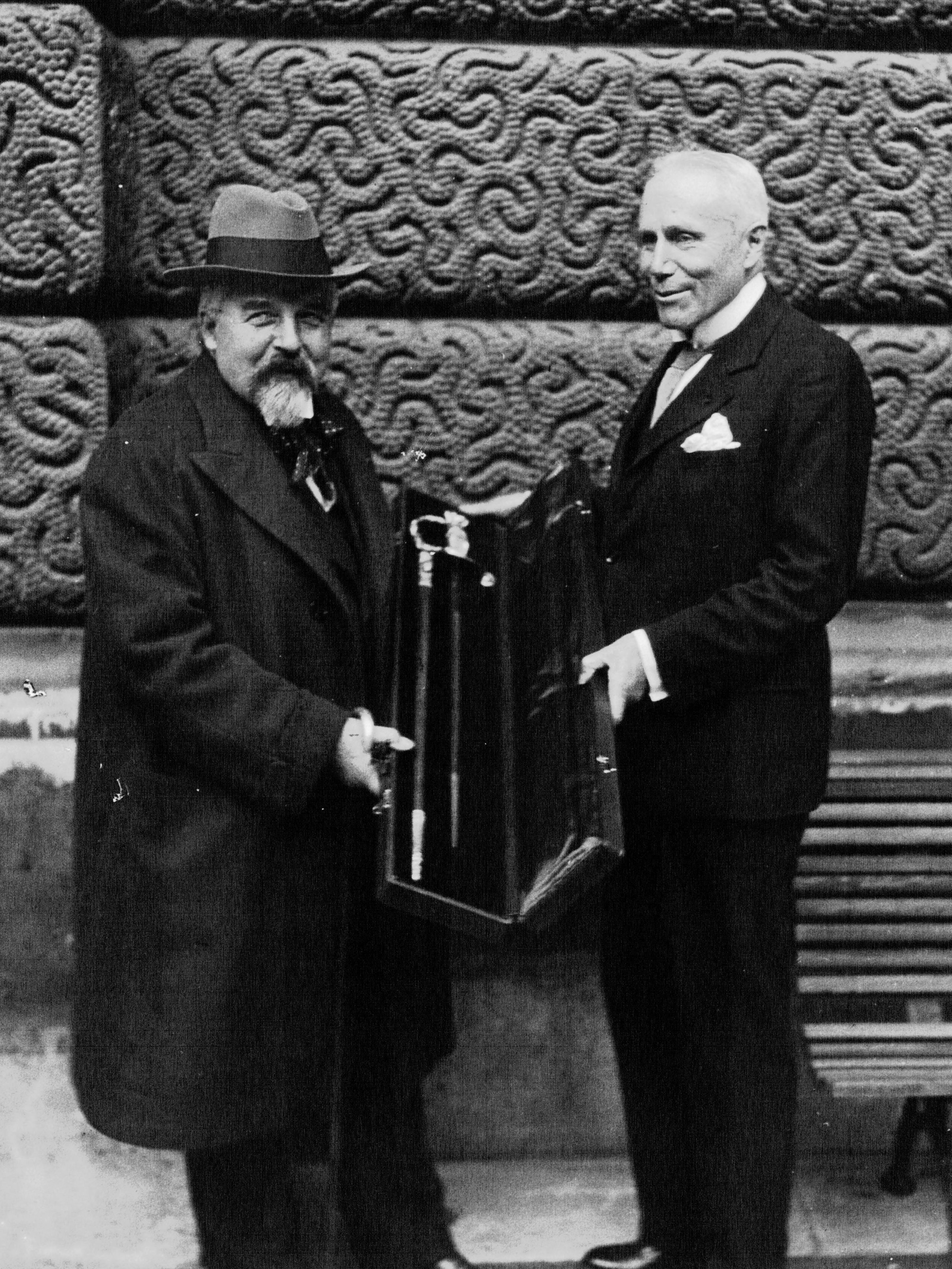
Maurice Denis amb Paul Jamot.

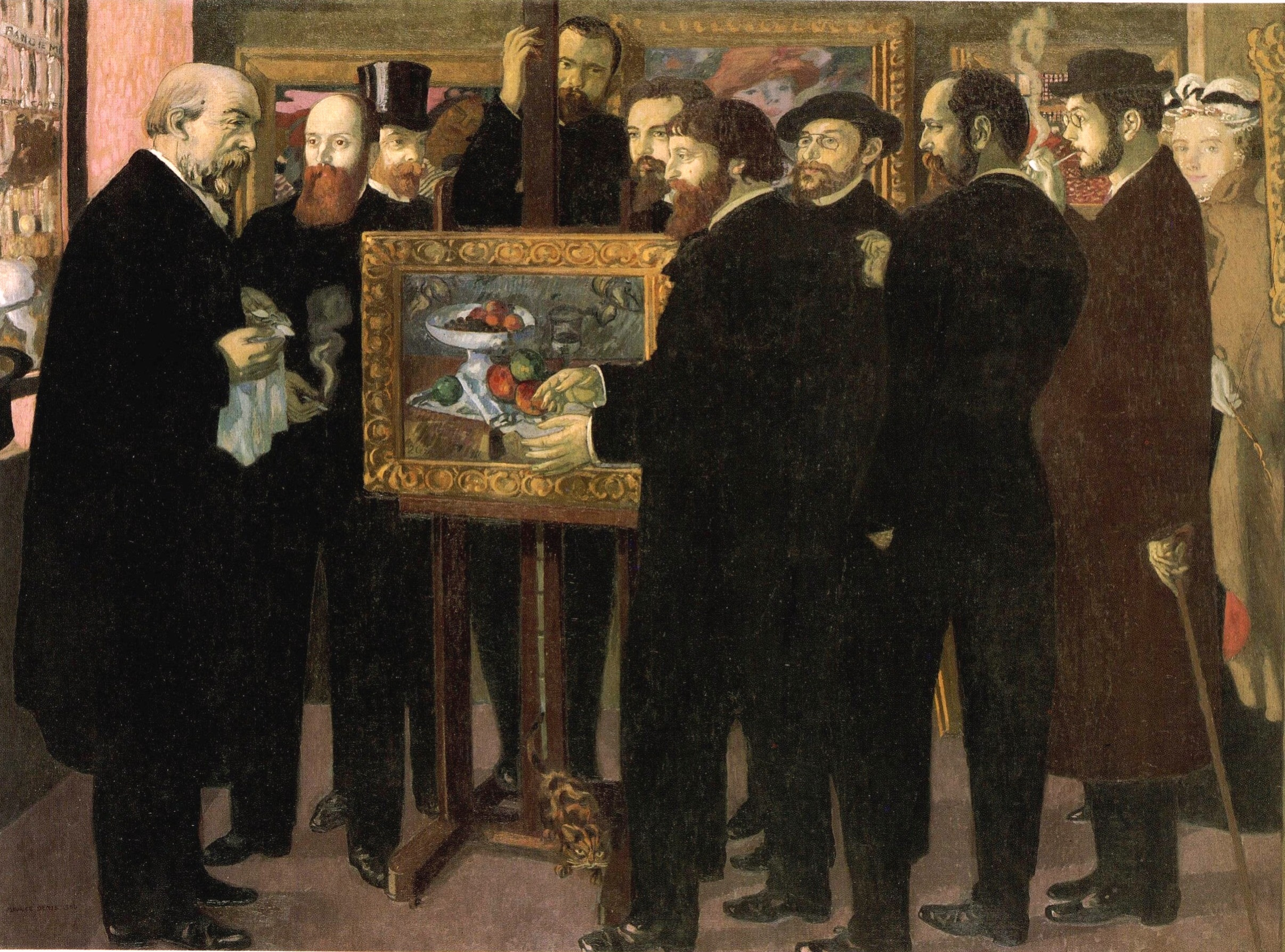
Homenatge a Cezanne (1900)

Maurice Denis (Granville, 25 de novembre de 1870 - París, 13 de novembre de 1943) fou un artista interdisciplinari, crític i teòric de l'art francès.
Va ser integrant del moviment artístic dels nabís, considerat com el seu teòric. Proper al simbolisme, era anomenat el «nabí de les belles icones» per les seves representacions simbòliques. Després d'un viatge a Roma el 1898, donà un gir a les seves propostes estètiques, encapçalant una tendència d'esperit classicista. Visqué des del 1914 al priorat de Saint-Germain-en-Laye, prop de París, on avui s'hostatja un museu dedicat a la seva memòria i a la dels nabís. Morí a París el 13 de novembre de 1943.